# 飛特族、買個家。
《飛特族、買個家。》（日语：フリーター、家を買う。）是一部於2010年10月19日起，由日本富士電視台每週二火九檔連續劇時段21:00—21:54（日本時間）播出的電視劇，由二宮和也領銜主演，及由香里奈、竹中直人、淺野溫子、井川遙等人演出。首回加長15分，最終回加長20分。

## 劇情
不僅呈現出近日特殊社會體制下所衍生的產物－飛特族，也忠實體現了日本傳統家庭觀念造成的醜陋面。腐朽的關係下流露出的溫暖更顯得難能可貴。只有徹底死亡過之後，才懂得存在的意義。

## 登場人物

### 主要人物
| 演員     | 角色       | 粵語配音 | 介紹 | 年齡 |
| 二宮和也 | 武 誠治    | 周良鴻   | 無固定職業者 三流大學畢業後在體面的中型公司「四葉電子」工作不過不但沒能適應，公司而且與部長意見也不相合3個月後辭職，此後在幾公司的面試失敗 當初只想做廣播體操和工作時的安全檢查也麻煩，沒打算關心同事 通過與每天肉體勞動和工作的朋友的關係，理解工作的挑戰和「掙錢工作」的意義，承認自己的弱和天真 | 25歲 |
| 香里奈   | 千葉真奈美 | 陳凱婷   | 總承包商，喜島建設土木部門的技術人員 自己想設計橋 想成為現場的設計師，希望現場監督 責任感很強 最終回追逐自己的夢去和歌山縣 | 25歲 |
| 井川遥   | 永田亞矢子 | 朱妙蘭   | 誠治的姊姊 因婆媳問及照顧家庭出現許多問題 | 30歲 |
| 竹中直人 | 武 誠一    | 招世亮   | 2流商社的經理部部長 誠治、亞矢子的父親 智也的外公 常常與誠治發生口角 | 55歲 |
| 淺野溫子 | 武 壽美子  | 黃玉娟   | 本姓淺岡 誠治、亞矢子的母親 智也的外婆 患上了很嚴重的憂鬱症 一直在暗地忍耐著家人的冷漠和鄰里的欺凌 是個永遠支持孩子支持丈夫的好母親好妻子 | 50歲 |

### 永田家
| 演員       | 角色     | 粵語配音 | 介紹                                                                                        | 年齡 |
| 七海智哉   | 永田文也 | 古明華   | 亞矢子的丈夫 是個普通科醫生為生命而奮力的工作者                                             | －   |
| 橋本智哉   | 永田智也 | 陳琴雲   | 亞矢子和文也的兒子                                                                          | －   |
| 鷲尾真知子 | 永田則子 | 伍秀霞   | 亞矢子的婆婆 智也的奶奶 自我為中心意志非常深、也很長舌 並打算讓自己的孫子智也以當醫生為目標 | 65歲 |

### 西本家
| 演員     | 角色     | 粵語配音 | 介紹 | 年齡 |
| 坂口良子 | 西本幸子 | 黃麗芳   | 武家的鄰居 | 60歲 |
| 橫尾涉   | 西本和彥 | 關令翹   | 律師 一邊說「因為你」討厭理想那樣培育自己的母親 成為社會一員的現在稱呼母親為「什麼都沒有的人」「空暇人」等完全蔑視 父母家不太靠近 與大悅土木的星野明里在交友聯誼會相識 | 28歲 |

### 大悦土木
| 演員     | 角色     | 粵語配音      | 介紹                                                   | 年齡 |
| 大友康平 | 大悦貞夫 | 葉振聲        | 年齡設定在50歲 大悦土木社長 育有一子一女               | 50歲 |
| 相葉雅紀 | 平 田    | 張裕東        | 接任真奈美於大悦土木工作的喜嶋建設的現場監督（最終話） | －   |
| 丸山隆平 | 豐川哲平 | 何承駿→巫哲棋 |                                                        | 25歲 |
| 山本龍二 | 塚本 学  | 黃子敬        |                                                        | －   |
| 嶋大輔   | 真田勝也 | 朱子聰        |                                                        | －   |
| 岡本玲   | 星野明   | 成瑤孆        |                                                        | －   |
| 井上正大 | 手島信二 | 曹啟謙        |                                                        | －   |

### 喜嶋建設
| 演員     | 角色     | 粵語配音               | 介紹                    | 年齡 |
| 眞島秀和 | 山賀亮介 | 伍博民、張錦江（代配） | 喜嶋建設社員 千葉的上司 | 36歲 |

### 其他
- 北山 雅彦（33） - 兒嶋一哉（香港配音：翟耀輝）
- 岡野 忠志（40） - 田中壮太郎（香港配音：張錦江）
- 島田 彰子（20） - 玄里（香港配音：陳皓宜）

### 客串角色

#### 第1話
- 新人實習指導員 - 竹下宏太郎
- 矢澤 - 内野謙太
- 川口 - 和田正人（香港配音：周倚天）
- 四葉電子部長  - 半海一晃
- 便利店店長 - 津村知与支
- 豐中美智留 - 高部愛（香港配音：余欣沛）
- 面試官 - 櫻井聖
- 零售店「KUROGANEYA」店長 - 矢柴俊博

#### 第2話
- 川口西小學的學童母親 - 阿南敦子、渡邊道子、笠木泉
- 永田醫院的事務工作人員 - 藻田留理子、關根洋子

#### 第4話
- 五十嵐 - DENDEN（第8話）（香港配音：陳永信）

##### 第6話
- 相澤 - 室剛(－第9話)（香港配音：陳欣）

#### 第7話
- 豐川蓉子 - 松浦佐知子

哲平的母親。
- 豐川一平 - 吉見純麿

哲平的父親。
- 神奈川醫療中心醫生 - 若杉宏二
- 與西本和彥談話的女子- 小貫加惠

#### 最終話
- 木田 - 小木茂光

「並木醫療科技」人事部負責人。
- 公共汽車總站的招待員 - 神尾佑

#### 特別篇
- 千葉小百合 - 風吹純（香港配音：沈小蘭）

真奈美的母親。
- 淺岡久志 - 國廣富之（香港配音：林保全）

壽美子的兄長。誠治和亞矢子的舅舅。
- 淺岡和義 - 石橋蓮司（香港配音：陳曙光）

壽美子的父親。誠治和亞矢子的外公。
- 淺岡賴子 - 赤座美代子（香港配音：雷碧娜）

壽美子的母親。誠治和亞矢子的外婆。
- 星野勇 - 小杉幸彥

明里的父親。
- 星野蓉子 - 比企理惠

明里的母親。

## 收視率
| 集數                                                     | 播出日期       | 日文副標題 | 中文副標題                                                                                                | 導演     | 收視率 |
| -------------------------------------------------------- | -------------- | ---------- | --- | -------- | ------ |
| 第1話                                                    | 2010年10月19日 |            | 母親失去開朗的心…!                                                                                        | 河野圭太 | 17.6%  |
| 第2話                                                    | 2010年10月26日 |            | 反正我就只是個讓你丟臉的兒子                                                                              | 河野圭太 | 16.8%  |
| 第3話                                                    | 2010年11月2日  |            | 那種父親也曾經是我的英雄                                                                                  | 城寶秀則 | 17.7%  |
| 第4話                                                    | 2010年11月9日  |            | 我已經無法再照顧母親了…                                                                                   | 河野圭太 | 17.4%  |
| 第5話                                                    | 2010年11月16日 |            | 生活的世界不一樣是什麼意思…                                                                               | 城寶秀則 | 16.7%  |
| 第6話                                                    | 2010年11月23日 |            | 不做讓母親悲傷的事                                                                                        | 河野圭太 | 15.4%  |
| 第7話                                                    | 2010年11月30日 |            | 雖然恐懼、大家還是活著                                                                                    | 城寶秀則 | 14.7%  |
| 第8話                                                    | 2010年12月7日  |            | 你根本不瞭解我的父親                                                                                      | 河野圭太 | 16.4%  |
| 第9話                                                    | 2010年12月14日 |            | 明明可以重新開始                                                                                          | 城寶秀則 | 18.6%  |
| 最終話                                                   | 2010年12月21日 |            | 母親笑了                                                                                                  | 河野圭太 | 19.2%  |
| 平均收視率 17.1%（收視率由Video Research於關東地區統計） |                |            | |          |        |
| 特別篇                                                   | 2011年10月4日  |            | 再開始的一年後 買了家的飛特族、下一個問題是結婚？ 知道了父母結婚的秘密、誠治會？ 組成新的家庭是什麼意思？ | 河野圭太 | 14.3%  |

## 音樂
- 主題曲：嵐「無盡的天空」
- 插曲：西野加奈 「你喲」

## 制作人员
- 剧本：橋部敦子
- 制作人：橋本芙美
- 导演：河野圭太、城寶秀則
- 音乐：高見優
- 制作：富士電視台

## 腳註
1. . www.zoommovie.com.   [2024-12-06] （中文（中国大陆））.

## 外部連結
- 官方網站
- 打工仔买房记 - 富士电视台

## 作品的變遷
| 日本 富士電視台 週二晚間火九連續劇星期二21:00至21:54 | 日本 富士電視台 週二晚間火九連續劇星期二21:00至21:54 | 日本 富士電視台 週二晚間火九連續劇星期二21:00至21:54 |
| ---------------------------------------------------- | ---------------------------------------------------- | ---------------------------------------------------- |
|                                                      | 飛特族、買個家。 （2010.10.19 - 2010.12.21）         |                                                      |
| JOKER私法正義 （2010.07.13 - 2010.09.14）            | CONTROL 犯罪心理操作 （2011.01.11 - 2011.03.22）     |                                                      |

| 香港 無綫電視J2台 週六晚上時段 21:35至22:35                                         | 香港 無綫電視J2台 週六晚上時段 21:35至22:35 | 香港 無綫電視J2台 週六晚上時段 21:35至22:35 |
| ----------------------------------------------------------------------------------- | ------------------------------------------- | ------------------------------------------- |
|                                                                                     | （2011.08.27 - 2011.10.29）                 |                                             |
| （2011.06.11 - 2011.08.20）                                                         | 真我霓裳 （2011.11.05 - 2012.01.14）        |                                             |
| 真我霓裳 （2011.11.05 - 2012.01.14）                                                | （2012.01.21）                              | 月之戀人 （2012.02.18 - 2012.04.14）        |
| 香港 高清翡翠台 星期日09:00-11:00 2月10日 暫停播映                                  |                                             |                                             |
| 決定不哭的日子 （2012.12.16 - 2013.01.13） 決定不哭的日子~秘書室起義 （2013.01.20） | （2013.01.27 - 2012.03.10） （2013.03.17）  | 月之戀人 （2013.03.24 - 2013.04.21）        |